# Hypoestes mollissima
Hypoestes mollissima är en akantusväxtart som först beskrevs av Vahl, och fick sitt nu gällande namn av Christian Gottfried Daniel Nees von Esenbeck. Hypoestes mollissima ingår i släktet Hypoestes och familjen akantusväxter. Inga underarter finns listade i Catalogue of Life.